# Chip Parmelly
Vance "Chip" Parmelly, né le 11 octobre 1956, est un joueur de tennis en fauteuil roulant américain.
Il a remporté la médaille d'or en double messieurs aux Jeux paralympiques d'Atlanta en 1996 avec Stephen Welch. En simple, il perd en quart de finale contre David Hall.

## Palmarès

### Jeux paralympiques
- médaillé d'or en double messieurs en 1996 avec Stephen Welch